# Romance da Regência

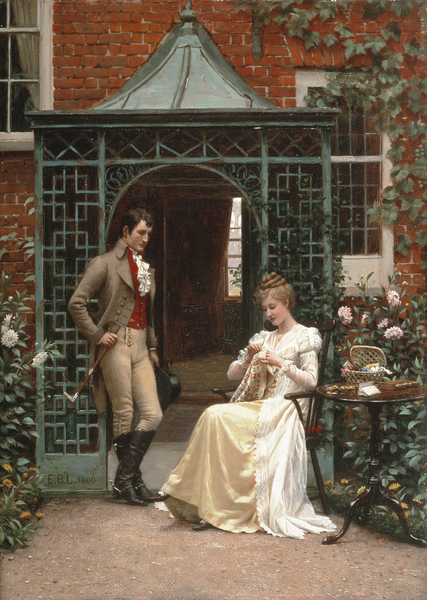
On the Threshold, Edmund Leighton

Os romances da regência são um subgênero de romances ambientados durante o período da Regência britânica (1811–1820) ou no início do século XIX. Em vez de simplesmente serem versões de histórias de romance contemporâneas transportadas para um cenário histórico, os romances da Regência são um gênero distinto com seu próprio enredo e convenções estilísticas. Estes derivam não tanto das obras contemporâneas do século XIX de Jane Austen, mas sim de Georgette Heyer, que escreveu mais de duas dezenas de romances ambientados na Regência desde 1935 até sua morte em 1974, e do gênero de ficção conhecido como romance de boas maneiras. Em particular, as Regências mais tradicionais apresentam uma grande quantidade de diálogo inteligente e rápido entre os protagonistas e muito pouco sexo explícito ou discussão sobre sexo.

## Subgêneros
Muitos leitores e escritores do romance da Regência fazem uma distinção entre "Romance da Regência Tradicional" e "Histórico da Regência". Muitos autores começaram escrevendo Tradicionais e posteriormente escreveram Históricos, incluindo Mary Balogh, Jo Beverley, Loretta Chase, e Mary Jo Putney.

### Romance tradicional da regência
A distinção repousa na definição do gênero Regency Romance: obras na tradição de Georgette Heyer, com ênfase no enredo do romance primário, são consideradas tradicionais. Os escritores tradicionais do Regency Romance geralmente prestam muita atenção aos detalhes históricos, já que seus leitores são notórios por notar erros, e os escritores frequentemente fazem pesquisas extensas para que possam entender e replicar claramente a voz do gênero. Depois que os romances de Heyer se tornaram populares nos Estados Unidos na década de 1960, muitas editoras começaram a publicar outros livros do período regencial de novos autores, incluindo Clare Darcy e Elizabeth Mansfield. Signet, Dell e Fawcett estavam entre os que publicaram Regências Tradicionais em brochura; o último eventualmente começou uma impressão especial, Fawcett Coventry, que publicou Regências e romances de outros períodos históricos.

### Romance histórico da regência
Os livros do conjunto da Regência escritos por autores como Christina Dodd, Eloisa James e Amanda Quick são geralmente considerados obras históricas da Regência. Romances da regência que podem incluir mais realismo social ou, inversamente, caracterização anacronicamente moderna, podem ser classificados por alguns como "históricos da regência", significando que seu cenário geral é na Inglaterra da regência, mas o enredo, a caracterização ou o estilo de prosa da obra vai além da fórmula do gênero dos romances da Regência publicados por Heyer e seus sucessores. Os personagens podem se comportar de acordo com os valores modernos, em vez dos valores da Regência.
O romance histórico sensual da Regência tornou-se popular nos últimos anos por Mary Balogh, Jo Beverley, Loretta Chase, Lisa Kleypas, Stephanie Laurens e Julia Quinn. Esses romances são muito mais explícitos do que as obras da Regência Tradicional e incluem muito mais cenas de amor.
- Este artigo foi inicialmente traduzido, total ou parcialmente, do artigo da Wikipédia em inglês cujo título é «Regency romance», especificamente desta versão.